# Lycia wallacei
Lycia wallacei là một loài bướm đêm trong họ Geometridae.